# Heinrich Lange (Admiral)

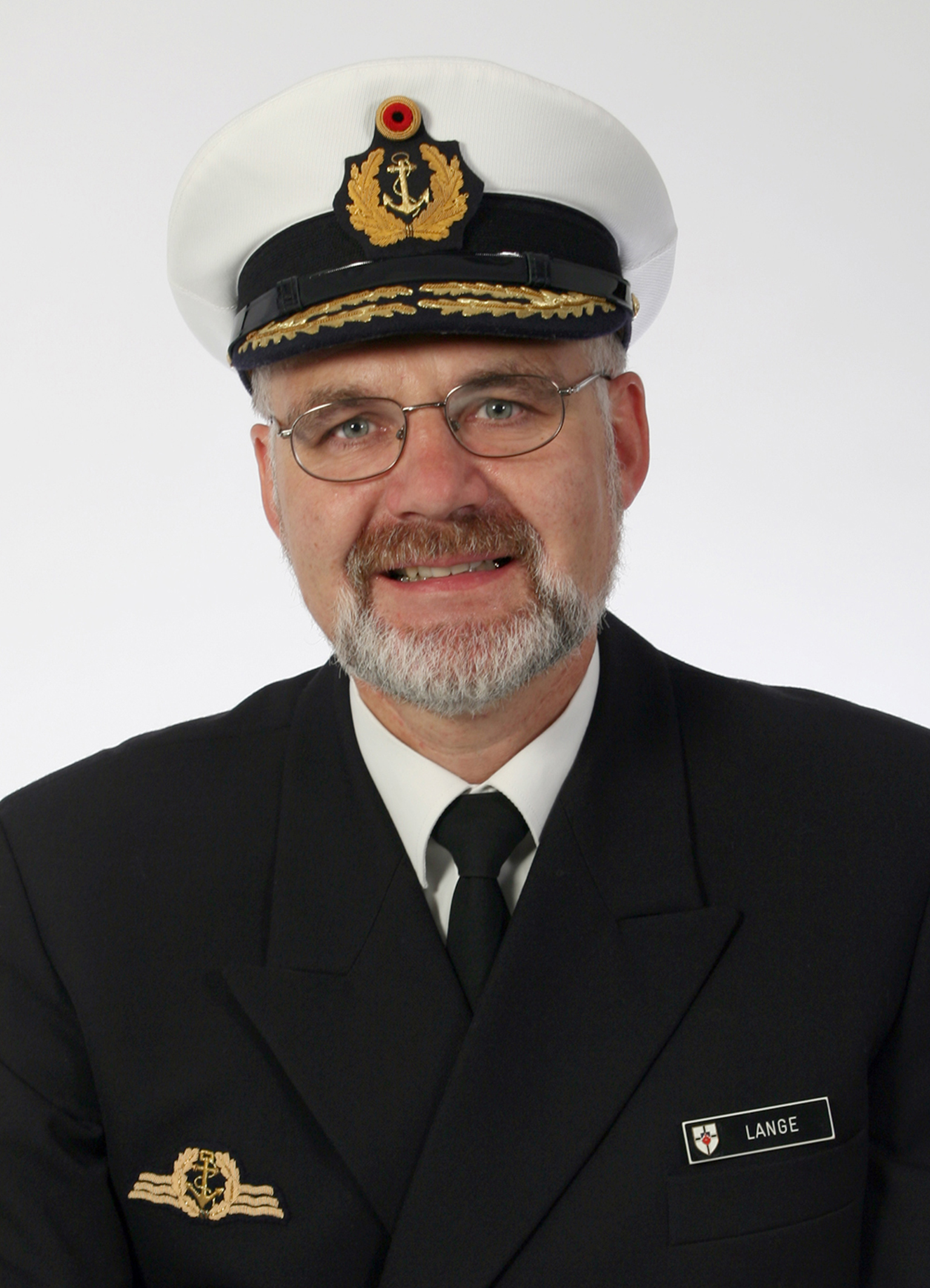
Heinrich Lange (2005)

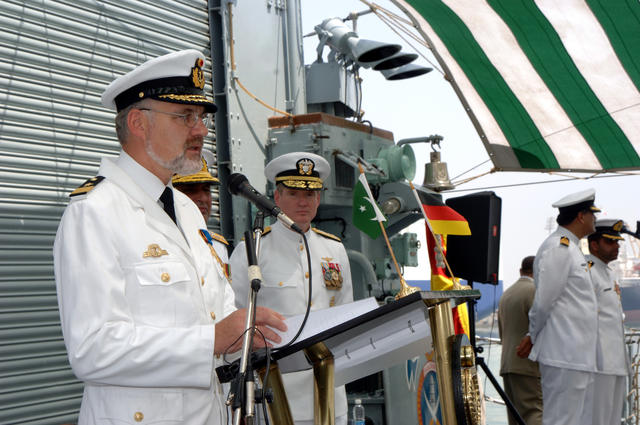
Heinrich Lange, damals Flottillenadmiral, bei der Übernahme des Kommandos über die Task Force 150 am 22. August 2006 in Bahrein.

Heinrich Lange (* 22. Februar 1955 in Bevensen) ist ein deutscher Vizeadmiral a. D. der Deutschen Marine. Unter anderem war er Stellvertreter des Inspekteurs der Marine.

## Militärischer Werdegang
Nach dem Abitur trat Lange im Jahr 1974 in den Dienst der Bundeswehr. Er besuchte zunächst die Marineschule Mürwik in Flensburg-Mürwik. Es folgten zahlreiche Bordeinsätze auf dem Segelschulschiff Gorch Fock und diversen Schnellbooten.
Seine Ausbildung schließt das Studium der Wirtschafts- und Organisationswissenschaften an der Universität der Bundeswehr in Hamburg (Abschluss Diplom-Kaufmann 1978), Studium Operations Analysis an der U.S. Naval Postgraduate School in Monterey (Kalifornien) (Abschluss 1988 Master of Science in Operations Research) und die Admiralstabsausbildung an der Führungsakademie der Bundeswehr 1989–1991 ein.
Seine Stationen waren des Weiteren Olpenitz, Bonn (beim Bundesministerium der Verteidigung), Olpenitz als Kommandeur des 5. Schnellbootgeschwaders, erneut Bonn, Brüssel (im NATO-Hauptquartier), Warnemünde als letzter Kommandeur der Schnellbootflottille, wieder Flensburg als Kommandeur der Marineschule Mürwik und ab 2007 wieder Bonn.
Neben der Operationsführung mit Schnellbooten war Lange dabei in der Personalführung der Bundeswehr, der Konzeption der Marine, der Offizierausbildung und der Bundeswehrplanung tätig. Lange nahm an zahlreichen Manövern in Nord- und Ostsee und im Atlantik teil. 2006 war er Führer des Marine-Einsatzverbandes Task Force 150 im Rahmen der „Operation Enduring Freedom“ am Horn von Afrika.
Vom 29. Mai 2009 an war er Stellvertreter des Inspekteurs der Marine und Chef des Stabes im Führungsstab der Marine und während der Umstrukturierung 2012 im Stab Inspekteur der Marine. Am 31. Juli 2013 übergab er diesen Dienstposten an Andreas Krause und übernahm von Norbert Finster zum 1. August 2013 die Leitung der Abteilung Führung Streitkräfte im Bundesverteidigungsministerium (BMVg). Diesen Posten übergab er am 22. September 2015. Zum 30. September 2015 wurde er in den Ruhestand versetzt.
Seit 1. November 2021 ist Lange Mitglied des Gemeinderats Südheide für die FDP.

## Familie
Lange war seit 1982 mit Ute geb. Hildebrand (1958–2022) verheiratet. Er hat drei volljährige Kinder.

## Auszeichnungen
- 1991: Ehrenmedaille General von Clausewitz